# Rally van Cyprus 2005
De Rally van Cyprus 2005, formeel 33rd Cyprus Rally, was de 33e editie van de Rally van Cyprus en de zesde ronde van het wereldkampioenschap rally in 2005. Het was de 397e rally in het wereldkampioenschap rally die georganiseerd wordt door de Fédération Internationale de l'Automobile (FIA). De start en finish was in Limassol.

## Programma
| Etappe | Datum           | Klassementsproeven | Competitieve afstand |
| ------ | --------------- | ------------------ | -------------------- |
| 1      | Vrijdag 13 mei  | 6                  | 121,76 kilometer     |
| 2      | Zaterdag 14 mei | 6                  | 109,50 kilometer     |
| 3      | Zondag 15 mei   | 6                  | 95,28 kilometer      |
|        |                 |                    |                      |
| Totaal | Totaal          | 18                 | 326,54 kilometer     |

## Resultaten
| Algemene top tien | Algemene top tien | Algemene top tien  | Algemene top tien          | Algemene top tien | Algemene top tien | Algemene top tien | Algemene top tien |
| Pos.              | #                 | Rijder             | Auto                       | Gr/kl             | Tijd              | Eerste            | Punten            |
| Pos.              | #                 | Navigator          | Inschrijving               | C                 | Straftijd         | Vorige            | Punten            |
| ----------------- | ----------------- | ------------------ | -------------------------- | ----------------- | ----------------- | ----------------- | ----------------- |
| 1.                | 1                 | Sébastien Loeb     | Citroën Xsara WRC          | A8                | 5:02:29,4         | 0:00              | 10                |
| 1.                | 1                 | Daniel Elena       | Citroën Total              | C                 |                   | =                 | 10                |
| 2.                | 16                | Manfred Stohl      | Citroën Xsara WRC          | A8                | 5:06:38,9         | + 4:09,5          | 8                 |
| 2.                | 16                | Ilka Minor         | OMV World Rally Team       | A8                |                   | + 4:09,5          | 8                 |
| 3.                | 8                 | Markko Märtin      | Peugeot 307 WRC            | A8                | 5:07:11,3         | + 4:41,9          | 6                 |
| 3.                | 8                 | Michael Park       | Marlboro Peugeot Total     | C                 |                   | + 32,4            | 6                 |
| 4.                | 14                | Henning Solberg    | Ford Focus RS WRC 04       | A8                | 5:07:45,1         | + 5:15,7          | 5                 |
| 4.                | 14                | Cato Menkerud      | BP Ford World Rally Team   | A8                |                   | + 33,8            | 5                 |
| 5.                | 3                 | Toni Gardemeister  | Ford Focus RS WRC 04       | A8                | 5:10:06,7         | + 7:37,3          | 4                 |
| 5.                | 3                 | Jakke Honkanen     | BP Ford World Rally Team   | C                 |                   | + 2:21,6          | 4                 |
| 6.                | 4                 | Roman Kresta       | Ford Focus RS WRC 04       | A8                | 5:12:46,8         | + 10:17,4         | 3                 |
| 6.                | 4                 | Jan Možný          | BP Ford World Rally Team   | C                 |                   | + 2:40,1          | 3                 |
| 7.                | 9                 | Harri Rovanperä    | Mitsubishi Lancer WRC 05   | A8                | 5:14:48,1         | + 12:18,7         | 2                 |
| 7.                | 9                 | Risto Pietiläinen  | Mitsubishi Motors          | C                 |                   | + 2:01,3          | 2                 |
| 8.                | 17                | Daniel Carlsson    | Peugeot 206 WRC            | A8                | 5:18:32,6         | + 16:03,2         | 1                 |
| 8.                | 17                | Mattias Andersson  | Bozian Racing              | A8                |                   | + 3:44,5          | 1                 |
| 9.                | 12                | Janne Tuohino      | Škoda Fabia WRC            | A8                | 5:19:15,7         | + 16:46,3         |                   |
| 9.                | 12                | Mikko Markkula     | Škoda Motorsport           | C                 |                   | + 43,1            |                   |
| 10.               | 6                 | Chris Atkinson     | Subaru Impreza S11 WRC 05  | A8                | 5:29:30,9         | + 27:01,5         |                   |
| 10.               | 6                 | Glenn MacNeall     | Subaru World Rally Team    | C                 |                   | + 10:15,2         |                   |
| DNF top tien      |                   |                    |                            |                   |                   |                   |                   |
| Pos.              | #                 | Rijder             | Auto                       | Gr/kl             | KP                | Reden             | Reden             |
| Pos.              | #                 | Navigator          | Inschrijving               | C                 | KP                | Reden             | Reden             |
| DNF               | 2                 | François Duval     | Citroën Xsara WRC          | A8                | 11                | Ongeluk en brand  | Ongeluk en brand  |
| DNF               | 2                 | Stéphane Prévot    | Citroën Total              | C                 | 11                | Ongeluk en brand  | Ongeluk en brand  |
| DNF               | 5                 | Petter Solberg     | Subaru Impreza S11 WRC 05  | A8                | 7                 | Elektrisch        | Elektrisch        |
| DNF               | 5                 | Phil Mills         | Subaru World Rally Team    | C                 | 7                 | Elektrisch        | Elektrisch        |
| DNF               | 7                 | Marcus Grönholm    | Peugeot 307 WRC            | A8                | 7                 | Mechanisch        | Mechanisch        |
| DNF               | 7                 | Timo Rautiainen    | Marlboro Peugeot Total     | C                 | 7                 | Mechanisch        | Mechanisch        |
| DNF               | 15                | Antony Warmbold    | Ford Focus RS WRC 04       | A8                | 13                | Oliedruk          | Oliedruk          |
| DNF               | 15                | Michael Orr        | BP Ford World Rally Team   | A8                | 13                | Oliedruk          | Oliedruk          |
| DNF               | 18                | Balász Benik       | Ford Focus RS WRC 02       | A8                | 1                 | Wielophanging     | Wielophanging     |
| DNF               | 18                | Attila Vinoczai    | Balász Benik               | A8                | 1                 | Wielophanging     | Wielophanging     |
| DNF               | 19                | Giovanni Recordati | Toyota Corolla WRC         | A8                | 13                | Mechanisch        | Mechanisch        |
| DNF               | 19                | Freddy Delorme     | Giovanni Recordati         | A8                | 13                | Mechanisch        | Mechanisch        |
| DNF               | 35                | Karamjit Singh     | Proton Pert                | N4                | 15                | Ongeluk           | Ongeluk           |
| DNF               | 35                | John Bennie        | Team Proton Pert Malaysia  | N4                | 15                | Ongeluk           | Ongeluk           |
| DNF               | 37                | Mark Higgins       | Subaru Impreza WRX STi     | N4                | 4                 | Oliedruk          | Oliedruk          |
| DNF               | 37                | Trevor Agnew       | Mark Higgins               | N4                | 4                 | Oliedruk          | Oliedruk          |
| DNF               | 38                | Fabio Frisiero     | Subaru Impreza WRX STi     | N4                | 16                | Mechanisch        | Mechanisch        |
| DNF               | 38                | Giovanni Agnese    | Fabio Frisiero             | N4                | 16                | Mechanisch        | Mechanisch        |
| DNF               | 41                | Natalie Barratt    | Mitsubishi Lancer Evo VIII | N4                | 16                | Ongeluk           | Ongeluk           |
| DNF               | 41                | Carl Williamson    | OMV World Rally Team       | N4                | 16                | Ongeluk           | Ongeluk           |

| PWRC top drie | PWRC top drie     | PWRC top drie |
| Pos.          | Rijder            | Pnt.          |
| ------------- | ----------------- | ------------- |
| 1             | Brice Tirabassi   | 10            |
| 2             | Sebastián Beltran | 8             |
| 3             | Marcos Ligato     | 6             |

## Statistieken

#### Klassementsproeven
| Etappe | Datum  | KP | Starttijd | Naam                           | Lengte   | Snelste rijder                   | Tijd    | Gem. snelheid | Rallyleider    |
| ------ | ------ | -- | --------- | ------------------------------ | -------- | -------------------------------- | ------- | ------------- | -------------- |
| 1      | 13 mei | 1  | 9:38      | Lagoudera 1                    | 38,31 km | Petter Solberg                   | 36:58,9 | 62,17 km/u    | Petter Solberg |
| 1      | 13 mei | 2  | 10:46     | Kourdali - Asinou 1            | 15,00 km | Sébastien Loeb                   | 16:29,3 | 54,58 km/u    | Sébastien Loeb |
| 1      | 13 mei | 3  | 11:24     | Asinou - Agios Theodoros 1     | 7,57 km  | Sébastien Loeb                   | 7:41,7  | 59,03 km/u    | Sébastien Loeb |
| 1      | 13 mei | 4  | 14:37     | Lagoudera 2                    | 38,31 km | Sébastien Loeb                   | 35:56,8 | 63,96 km/u    | Sébastien Loeb |
| 1      | 13 mei | 5  | 15:45     | Kourdali - Asinou 2            | 15,00 km | Sébastien Loeb                   | 16:28,3 | 54,64 km/u    | Sébastien Loeb |
| 1      | 13 mei | 6  | 16:23     | Asinou - Agios Theodoros 2     | 7,57 km  | Sébastien Loeb                   | 7:33,1  | 60,15 km/u    | Sébastien Loeb |
|        |        |    |           |                                |          |                                  |         |               | Sébastien Loeb |
| 2      | 14 mei | 7  | 8:48      | Platres - Saittas 1            | 11,12 km | Sébastien Loeb                   | 9:11,2  | 72,63 km/u    | Sébastien Loeb |
| 2      | 14 mei | 8  | 9:31      | Foini - Koilinia 1             | 30,33 km | Sébastien Loeb                   | 27:31,4 | 66,12 km/u    | Sébastien Loeb |
| 2      | 14 mei | 9  | 10:29     | Galatareia - Pentalia 1        | 13,33 km | Sébastien Loeb                   | 10:47,0 | 74,17 km/u    | Sébastien Loeb |
| 2      | 14 mei | 10 | 13:52     | Platres - Saittas 2            | 11,12 km | Sébastien Loeb                   | 8:58,0  | 74,41 km/u    | Sébastien Loeb |
| 2      | 14 mei | 11 | 14:35     | Foini - Koilinia 2             | 30,33 km | Toni Gardemeister Sébastien Loeb | 27:05,8 | 67,16 km/u    | Sébastien Loeb |
| 2      | 14 mei | 12 | 15:33     | Galatareia - Pentalia 2        | 13,33 km | Sébastien Loeb Gilles Panizzi    | 10:49,7 | 73,86 km/u    | Sébastien Loeb |
|        |        |    |           |                                |          |                                  |         |               | Sébastien Loeb |
| 3      | 15 mei | 13 | 7:18      | Vavatsinia - Mandra Kambiou 1  | 25,24 km | Sébastien Loeb                   | 23:31,3 | 64,38 km/u    | Sébastien Loeb |
| 3      | 15 mei | 14 | 8:16      | Macheras - Agioi Vavatsinias 1 | 12,94 km | Sébastien Loeb                   | 11:33,8 | 67,14 km/u    | Sébastien Loeb |
| 3      | 15 mei | 15 | 9:04      | Kellaki - Foinikaria 1         | 9,49 km  | Sébastien Loeb                   | 8:26,5  | 67,45 km/u    | Sébastien Loeb |
| 3      | 15 mei | 16 | 11:52     | Vavatsinia - Mandra Kambiou 2  | 25,24 km | Toni Gardemeister                | 23:17,7 | 65,01 km/u    | Sébastien Loeb |
| 3      | 15 mei | 17 | 12:50     | Macheras - Agioi Vavatsinias 2 | 12,94 km | Markko Märtin                    | 11:19,3 | 68,58 km/u    | Sébastien Loeb |
| 3      | 15 mei | 18 | 13:38     | Kellaki - Foinikaria 2         | 9,49 km  | Toni Gardemeister                | 8:30,5  | 66,92 km/u    | Sébastien Loeb |

| KP overwinningen  | KP overwinningen |
| Rijder            | Aantal           |
| ----------------- | ---------------- |
| Sébastien Loeb    | 14               |
| Toni Gardemeister | 3                |
| Markko Märtin     | 1                |
| Gilles Panizzi    | 1                |
| Petter Solberg    | 1                |

## Kampioenschap standen

#### Rijders
|   | Pos. | Rijder            | Pnt. |
| - | ---- | ----------------- | ---- |
| = | 1    | Sébastien Loeb    | 45   |
| = | 2    | Petter Solberg    | 34   |
| = | 3    | Markko Märtin     | 34   |
| 1 | 4    | Toni Gardemeister | 28   |
| 1 | 5    | Marcus Grönholm   | 26   |

#### Constructeurs
|   | Pos. | Constructeur             | Pnt. |
| - | ---- | ------------------------ | ---- |
| = | 1    | Malboro Peugeot Total    | 62   |
| = | 2    | Citroën Total            | 53   |
| 1 | 3    | BP Ford World Rally Team | 44   |
| 1 | 4    | Subaru World Rally Team  | 38   |
| = | 5    | Mitsubishi Motors        | 29   |

- Noot: Enkel de top 5-posities worden in beide standen weergegeven.